# Зелёная Поляна (Житомирская область)
Зелёная Поля́на (укр. Зелена Поляна) — село на Украине, основано в 1917 году, находится в Пулинском районе Житомирской области.
Население по переписи 2001 года составляет 168 человек. Почтовый индекс — 12010. Телефонный код — 4131.

## История
В 1946 году указом ПВС УССР село Гринталь переименовано в Зелёную Поляну.

## Адрес местного совета
12010, Житомирская область, Пулинский р-н, с. Зелёная Поляна, ул. Кутузова, 11